# リッチー・カミューカ
リッチー・カミューカ（Richie Kamuca、1930年7月23日 - 1977年7月22日）は、アメリカ合衆国のジャズ・サックス奏者。1950年代から1970年代にかけてアメリカ西海岸およびニューヨークを中心に活動し、レスター・ヤングの影響下にある流麗な演奏スタイルで活躍した。1977年に癌のため46歳で死去。

## 経歴
カミューカは、1930年7月23日にペンシルベニア州フィラデルフィアに生まれた。ハイスクール在学中からテナー・サックスを始め、レスター・ヤングの演奏法を学んだ後、1951年にスタン・ケントン楽団に入団し、1953年まで在籍した。その後、1954年から1955年までウディ・ハーマン楽団に在籍し、1956年1月には初のリーダー録音をキーノート・レーベルに行なったが未発売に終わり、新たにパシフィック・ジャズ・レコードと契約した。ケントン楽団やハーマン楽団在籍時代に共演したビル・パーキンスやチェット・ベイカー、ショーティ・ロジャースなどのレコーディングに参加する。
1957年、カミューカはモード・レコードと契約し、同レーベルを代表する作品とも言われる2作目のリーダー・アルバムとなった『リッチー・カミューカ・カルテット』をはじめ、ケントン楽団時代の同僚であったトロンボーン奏者のフランク・ロソリーノやドラマーのスタン・リーヴィーなどのレコーディングにも参加した。1957年末にはハイ・ファイ・レーベルと契約するとともに、ハワード・ラムゼイが率いるライトハウス・オールスターズに加わり、1958年まで在籍したのち、同年の暮れから1959年にかけて古巣のケントン楽団およびハーマン楽団に一時的に復帰した。
1959年、カミューカは西海岸を離れてニューヨークに移住すると、ドラマーのシェリー・マンのグループに加わり、同グループがハウス・バンドを勤めていたジャズクラブ「シェリーズ・マン・ホール」などで1962年まで演奏活動を行なった。1963年からはギル・エヴァンスやゲイリー・マクファーランド、リー・コニッツなどのレコーディングに参加したのち、1969年から翌年にかけてサド・ジョーンズ・アンド・メル・ルイス・オーケストラにメンバーとして加わった。1972年には約12年ぶりに西海岸に戻り、ジェリー・マリガンやロイ・エルドリッジなどと仕事をする。
1975年、カミューカはコンコード・レコードと契約し、1977年にはほぼ20年ぶりとなるリーダー・アルバムを数枚発表する。そのうち、チャーリー・パーカーに捧げられたアルバム『チャーリー』では全編アルト・サックスを演奏するなど、新しい試みにも挑んだが、ギタリストのマンデル・ロウと共演したアルバム『リッチー』を発表した後の1977年7月22日、47歳の誕生日の前日に、カリフォルニア州 ロサンゼルスにて癌のため死去した。46歳没。

## 演奏スタイル
カミューカはレスター・ヤングの流麗な演奏スタイルの影響を受けたテナー・サックス奏者として知られ、その演奏は明るい音色で滑らかにスウィングするスタイルを中心にしており、スタンダード・ナンバーなどはあまり原曲のメロディを崩さずに吹くことが多い。
カミューカはサイドメンもしくはセッション・ミュージシャンとして数多くのレコーディングに参加し、数種類のサックスのほかにクラリネットやオーボエなども演奏したマルチ・リード奏者であったが、リーダー録音が少なかったためか、同時代に活動したスタン・ゲッツなどに比べて知名度は劣るものの、リーダー・アルバムの『リッチー・カミューカ・カルテット』（1957年）を筆頭に、キャリアの最初期に在団していたスタン・ケントン楽団の『ニュー・コンセプツ・オブ・アーティストリー・イン・リズム』（1952年）や、サイドメンとして参加したビル・パーキンスの『テナーズ・ヘッド・オン』（1956年）、シェリー・マンの『ライブ・アット・ザ・マン・ホール』（1961年）など、多くのアルバムが高い評価を得ている。また、カミューカの愛奏曲としては、ジョン・クレナーとサミュエル・ルイスが1931年に共作したポピュラー・ソングの「ジャスト・フレンズ」などが知られている。

## ディスコグラフィ

### リーダー・アルバム
- 『ザ・ブラザーズ』 - The Brothers! (1955年、RCA Victor) ※with アル・コーン、ビル・パーキンス
- 『テナーズ・ヘッド・オン』 - Tenors Head-on (1956年、Pacific Jazz) ※with ビル・パーキンス
- 『リッチー・カミューカ・カルテット』 - Richie Kamuca Quartet (1957年、Mode)
- 『ジャズ・エロティカ』 - Jazz Erotica (1957年、HiFi) ※With ビル・ホルマン、コンテ・カンドリ、フランク・ロソリーノ
- Comin' Home Baby (1978年、Pumpkin Productions) ※1965年-1966年録音。with ロイ・エルドリッジ
- 『リッチー』 - Richie (1976年、Jazzz)
- Drop Me Off In Harlem (1977年、Concord)
- Richie Kamuca's Charlie (1979年、Concord) ※1977年録音
- 『バック・トゥ・ザ・ボールルーム』 - Back To The Ballroom (2009年、SSJ) ※1970年ライブ録音 with バディ・テイト

### 参加アルバム
チェット・ベイカー & バド・シャンク
- 『ジェームス・ディーン・ストーリー』 - Theme Music from "The James Dean Story" (1956年、Pacific Jazz)

チェット・ベイカー & アート・ペッパー
- The Route (1956年、Pacific Jazz)

テリー・ギブス
- 『ジ・エキサイティング テリー・ギブス・ビッグ・バンド』 - The Exciting Terry Gibbs Big Band (1961年、Contemporary)
- Explosion! (1961年、Verve)

スタン・ケントン
- Popular Favorites by Stan Kenton (1953年、Capitol)
- Sketches on Standards (1953年、Capitol)
- 『ニュー・コンセプツ・オブ・アーティストリー・イン・リズム』 - New Concepts Of Artistry In Rhythm (1953年、Capitol)
- 『ザ・ケントン・エラ』 - The Kenton Era (1955年、Capitol) ※1940年–1954年録音
- Kenton with Voices (1957年、Capitol)
- Back to Balboa (1958年、Capitol)
- The Ballad Style of Stan Kenton (1958年、Capitol)
- Kenton Live from the Las Vegas Tropicana (1961年、Capitol) ※1959年録音

スタン・リーヴィー
- 『グランド・スタン』 - Grand Stan (1957年、Bethlehem)
- 『スタン・リーヴィー・クインテット』 - Stan Levey Quintet (1957年、Mode)

ハービー・マン
- 『マイ・カインダ・グルーヴ』 - My Kinda Groove (1964年、Atlantic)
- 『アワ・マン・フルート』 - Our Mann Flute (1966年、Atlantic)

シェリー・マン
- Son of Gunn!! (1959年、Contemporary)
- At the Black Hawk 1 (1959年、Contemporary)
- At the Black Hawk 2 (1959年、Contemporary)
- At the Black Hawk 3 (1959年、Contemporary)
- At the Black Hawk 4 (1959年、Contemporary)
- At the Black Hawk 5 (1991年、Contemporary) ※1959年録音
- 『アット・ザ・マン・ホール』 - Ruth Price with Shelly Manne & His Men at the Manne-Hole (1961年、Contemporary) ※with ルース・プライス
- 『シェリー・マン&ヒズ・メン・アット・ザ・マンホール』 - Live! Shelly Manne & His Men at the Manne-Hole (1961年、Contemporary)
- Shelly Manne & His Men Play Checkmate (1961年、Contemporary)

アニタ・オデイ
- 『アニタ・オデイ・シングズ・ザ・ウィナーズ』 - Anita O'Day Sings The Winners (1958年、Verve)
- 『クール・ヒート』 - Cool Heat (1959年、Verve)

ショーティ・ロジャース
- Portrait of Shorty (1957年、RCA Victor)
- Chances Are It Swings (1958年、RCA Victor)
- The Swingin' Nutcracker (1960年、RCA Victor)

その他
- サイ・タフ : 『サイ・タフ、ヒズ・オクテット&クインテット』 - His Octet & Quintet (1955年、Pacific Jazz)
- ビル・パーキンス : 『ジャスト・フレンズ』 - Just Friends (1956年、Pacific Jazz)
- マニー・アルバム : 『ジャズ・グレーツ・オブ・アワ・タイム Vol.2』 - The Jazz Greats of Our Time, Vol. 2 (1957年、Coral)
- フランク・ロソリーノ : 『フランク・ロソリーノ・クインテット』 - Frank Rosolino Quintet (1957年、Mode)
- メッド・フローリー : 『ジャズ・ウェイヴ』 - Jazz Wave (1958年、Jubilee)
- アート・ペッパー・プラス・イレブン : Modern Jazz Classics (1959年、Contemporary)
- ハーブ・エリス & ジミー・ジュフリー : Herb Ellis Meets Jimmy Giuffre (1959年、Verve)
- ウディ・ハーマン : 『モンタレー・ジャズ・フェスティヴァルのウディ・ハーマン』 - Big New Herd At The Monterey Jazz Festival (1959年、Atlantic)
- ゲイリー・マクファーランド - 『ポイント・オブ・デパーチャー』 - Point of Departure (1963年、Impulse!)
- モダン・ジャズ・カルテット : 『ダイアローグ』 - Jazz Dialogue (1965年、Atlantic)
- ケニー・バレル : 『ケニー・バレルの全貌』 - Guitar Forms (1965年、Verve)
- リー・コニッツ : 『デュエッツ』 - The Lee Konitz Duets (1967年、Milestone)
- サド・ジョーンズ・アンド・メル・ルイス・オーケストラ : 『コンサメーション』 - Consummation (1970年、Blue Note)
- レイ・ブラウン : 『ブラウンズ・バッグ』 - Brown's Bag (1976年、Concord Jazz)
- ジェイク・ハナ : 『カンサス・シティ・エクスプレス』 - Jake Hanna's Kansas City Express (1976年、Concord Jazz)
- ズート・シムズ : 『ホーソーン・ナイツ』 - Hawthorne Nights (1977年、Pablo)
- メイナード・ファーガソン : Live at Peacock Lane 1956-1957 (2003年、Fresh Sound) ※1957年、バードランドでのライブに参加
- アル・ヘイグ : 『クレフ・セッション 1953』 - Cleff Session 1953 (2009年、Interplay) ※1953年録音